# بوشيني أصفر الساق
بوشيني أصفر الساق (الاسم العلمي: Puccinia xanthopoda) هو نوع من الفطريات يتبع جنس البوشيني من فصيلة البوشينية.